# Katalytische cyclus
In de chemie is een katalytische cyclus een meerstaps reactiemechanisme met betrekking tot een gekatalyseerde reactie. De katalytische cyclus is de belangrijkste manier om de rol van een katalysator te beschrijven in de biochemie, organometaalchemie, bioanorganische chemie, materiaalkunde, etc.
Het belangrijkste kenmerk van een gekatalyseerde reactie is dat de katalysator wel aan de reacties deelneemt, maar aan het eind van het proces weer onveranderd vrijkomt. Om deze reden worden katalytische cycli doorgaans als ring van chemische reacties geschreven. De eerste stap in de cyclus is meestal het binden van een of meer reactanten aan de katalysator, de laatste stap verbreekt de binding tussen katalysator en product waardoor de katalysator geregenereerd wordt.

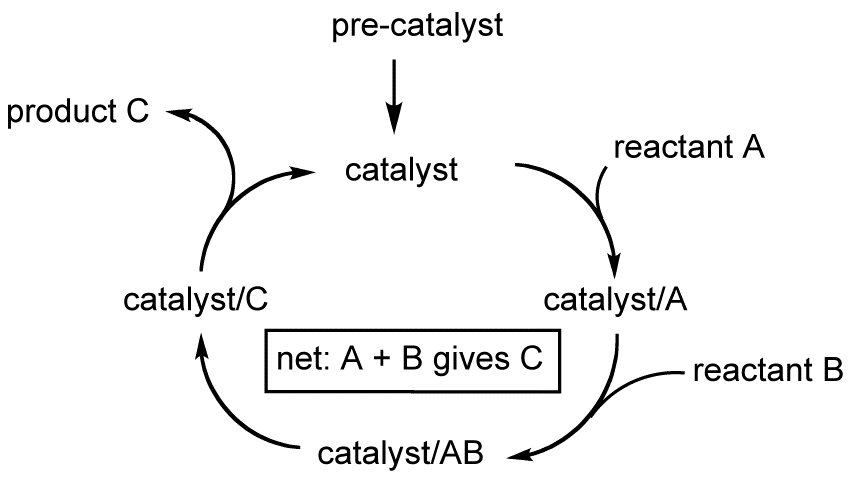
Katalytische cyclus waarin A en B omgezet worden in C

Een katalytische cyclus is niet noodzakelijkerwijs een volledig reactiemechanisme. Het is mogelijk dat intermediairen aangetoond zijn, zonder dat duidelijk is op welke manier zij gevormd zijn of verder reageren.

## Prekatalysatoren
Prekatalysatoren zijn zelf geen katalysator, maar zij worden in de reactor omgezet in de eigenlijke katalysator. Het onderscheid tussen prekatalysator en katalysator is een belangrijk thema in de research van gekatalyseerde processen.

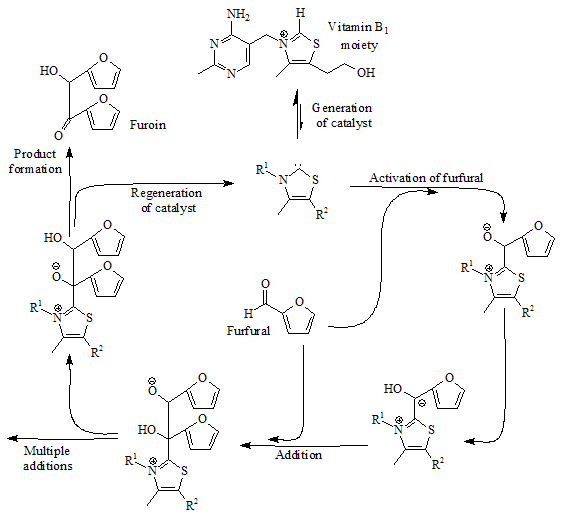
De katalytische cyclus voor de omzetting van furfural in Furoine met thiamine als prekatalysator.

De omzetting van prekatalysator in katalysator wordt aangeduid met de term katalysator activering. Veel metaalhalides zijn prekatalysatoren in de polymerisatie van alkenen.
, bijvoorbeeld de Kaminsky katalysator en de Ziegler-Natta-katalysatoren.  De prekatalysator, bijvoorbeeld TiCl3, wordt geactiveerd met een Organo-aluminiumverbinding. Metaaloxides worden vaak als katalysator benoemd, maar zijn bijna altijd prekatalysatoren. Toepassingen zijn bijvoorbeeld alkeenmetathese en hydrogeneringen. De metaaloxides hebben een activerend, meestal reducerend reagens nodig om als katalysator te kunnen werken in de katalytische cyclus.
Vaak wordt in de katalytische cyclus de omzetting van de prekatalysator in de katalysator ook aangegeven.
In de biochemie is het verschijnsel van de prekatalysator wijdverbreid. Enzymen zijn aanwezig, maar door de aanwezigheid van een paar extra aminozuren is het enzym niet werkzaam. Op het moment dat de werking van het enzym nodig is worden de extra aminozuren verwijderd en is het enzym functioneel.

## Opgeofferde katalysator
In reacties treden soms ook stoffen op die met de naam "katalysator", in het Engels: "Sacrificial catalysts", worden aangeduid, maar dat in feite niet zijn: tijdens de reactie worden ze verbruikt, en na de reactie keren ze niet onveranderd weer terug. Het doel van deze stof is vaak de "echte" katalysator te regenereren. Soms wordt deze stof ook aangeduid met de term stoichiometrische katalysator, omdat hij vaak in vergelijkbare hoeveelheden gebruikt wordt als de "echte" reactanten. Gewoonlijk wordt een echte katalysator in zo klein mogelijke hoeveelheden aan het reactiemengsel toegevoegd, omdat het vaak lastig te verkrijgen en dure componenten zijn. De op te offeren "katalysator" is juist vaak goedkoop en makkelijk verkrijgbaar.